# Bilincs (heraldika)
A bilincs viszonylag ritka címerkép a heraldikában. Főként a beszélő és a névre utaló címerekben fordul elő mint fő címerkép. Mellék-címerképként gyakrabban látható emberek és állatok végtagjain (gyakran nehéz vasgolyóval kiegészítve), illetve nyakán. Ha a kéz- és lábbilincset lánccal kötik össze, vándorvas jön létre.
A névre utaló két keresztbe helyezett nyakvas (collarea) van az Eccard család 1723-as címerében. Az Osztrák Köztársaság pajzstartója a korábbi kétfejű sassal szemben egyfejű sas, lábain a bilincs lánca szét van tépve, ami a szabadság jelképe az új államban.

## Kapcsolódó szócikk
- Nyaklánc (heraldika)